# Shibden
Shibden – wieś w Anglii, w hrabstwie ceremonialnym West Yorkshire, w dystrykcie metropolitalnym Calderdale. Leży 21 km na południowy zachód od miasta Leeds i 273 km na północny zachód od Londynu.